# Christian Siske
Christian Siske (* 1896 im Russischen Kaiserreich; † 3. August 1934 in Sibirien, Sowjetunion) war ein russlanddeutscher römisch-katholischer Geistlicher und Märtyrer.

## Leben
Christian Siske wuchs im Waisenhaus von Karlsruhe im Bistum Tiraspol auf. Er wurde von Pfarrer Jakob Scherr (1873–1920) erzogen, studierte Theologie privat bei Prälat Joseph Kruschinsky in Odessa und wurde im Mai 1924 in Blumenfeld von Bischof Anton Zerr zum Priester geweiht. Die Stationen seines Wirkens waren: seine Patengemeinde Rastatt, dann auf der Krim, schließlich Pfarradministrator in Nikolajew. Dort wurde er Anfang 1934 verhaftet und nach Sibirien verbannt. Im Juni 1934 arbeitete er an der Transsibirischen Eisenbahn. Im August wurde er an einem unbekannten Ort auf der Flucht erschossen.

## Gedenken
Die Römisch-katholische Kirche in Deutschland nahm Pfarrer Christian Siske als Märtyrer in das deutsche Martyrologium des 20. Jahrhunderts auf.